# Wallis WA-116 Agile

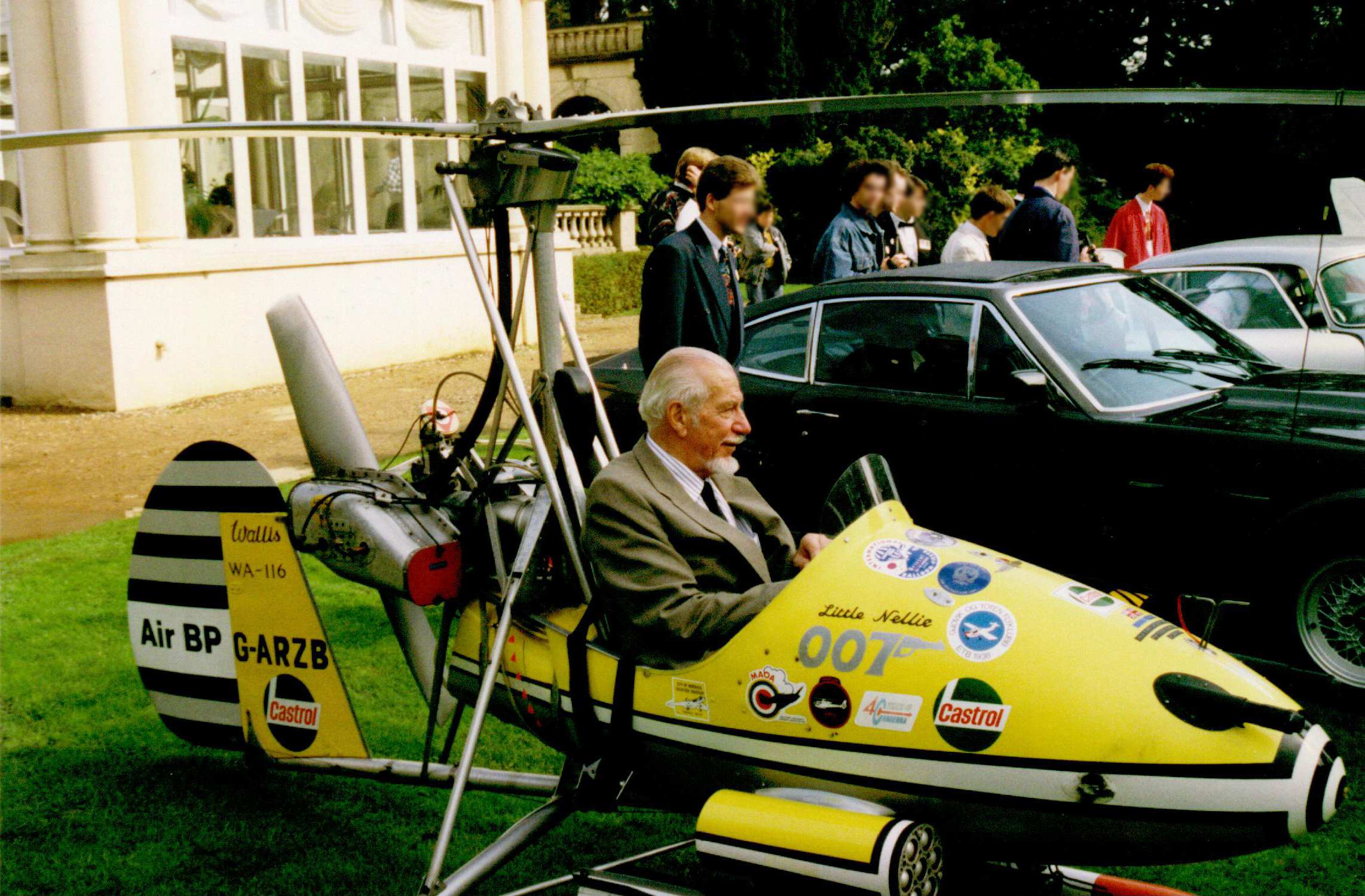
Ken Wallis a bordo del Little Nellie

El Wallis WA-116 Agile es un autogiro británico desarrollado a comienzos de la década de 1960 por el excomandante de la Royal Air Force Ken Wallis. Existieron varias versiones del aparato, incluyendo la Little Nellie, famosa por su participación en la película de James Bond de 1967 Sólo se vive dos veces.

## Operadores
Reino Unido
- Army Air Corps

## Especificaciones
Referencia datos: British Civil Aircraft since 1919 – Volume 3, Flight 31 March 1966 : The Wallis Autogyros

### Características generales
- Longitud: 3,01 m
- Diámetro rotor principal: 18,3 m
- Altura: 0,57 m
- Área circular: 26 m²
- Peso vacío: 101,85 kg
- Peso máximo al despegue: 226,8 kg

### Rendimiento
- Velocidad nunca excedida (Vne): 161 km/h
- Techo de vuelo: 3000 m (9843 ft)